# Эмблиньи
Эмблиньи́ (фр. Humbligny) — коммуна во Франции, находится в регионе Центр. Департамент — Шер. Входит в состав кантона Анришмон. Округ коммуны — Бурж.
Код INSEE коммуны — 18111.
Коммуна расположена приблизительно в 180 км к югу от Парижа, в 95 км юго-восточнее Орлеана, в 28 км к северо-востоку от Буржа.

## Население
Население коммуны на 2008 год составляло 180 человек.
| 1962 | 1968 | 1975 | 1982 | 1990 | 1999 | 2008 |
| ---- | ---- | ---- | ---- | ---- | ---- | ---- |
| 233  | 268  | 239  | 221  | 189  | 180  | 180  |

## Администрация
| Период | Период | Фамилия     | Партия | Примечания |
| ------ | ------ | ----------- | ------ | ---------- |
| 2001   | 2008   | Жанна Вилен |        |            |
| 2008   | 2014   | Жанин Морис |        |            |

## Экономика

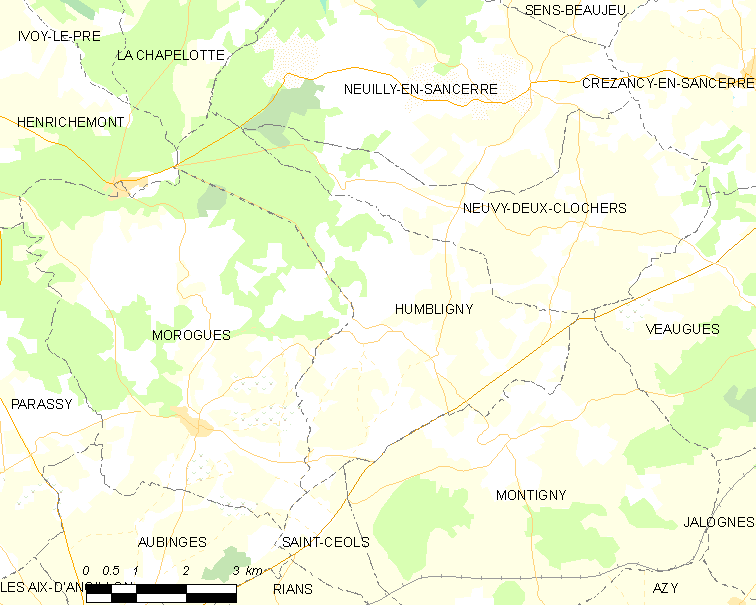
Карта коммуны

Основу экономики составляет сельское хозяйство (разведение крупного рогатого скота, овец, коз, а также виноградарство и выращивание зерновых).
В 2007 году среди 125 человек в трудоспособном возрасте (15-64 лет) 87 были экономически активными, 38 — неактивными (показатель активности — 69,6 %, в 1999 году было 66,4 %). Из 87 активных работали 83 человека (51 мужчина и 32 женщины), безработных было 4 (1 мужчина и 3 женщины). Среди 38 неактивных 4 человека были учениками или студентами, 17 — пенсионерами, 17 были неактивными по другим причинам.

## Достопримечательности
- Церковь Сен-Мартен (XIII—XIV века) в позднеготическом стиле. Исторический памятник с 1938 года[3]
- Курган «Мотт Эмблиньи»